# Старые Рошиетичи
Старые Рошиетичи, Рошиетичий Векь (рум. Roşieticii Vechi) — село в Флорештском районе Молдавии. Наряду с сёлами Рошиетичи и Ченуша входит в состав коммуны Рошиетичи.

## История
11 июня 1964 года сёла Старые Рошиетичи и Новые Рошиетичи объединены в село Рошиетич. Постановлением правительства Республики Молдова № 882 от 22.01.1992 село Старые Рошиетичи восстановлено в самостоятельное село.

## География
Село расположено на высоте 124 метра над уровнем моря.

## Население
По данным переписи населения 2004 года, в селе Рошиетичий Векь проживает 799 человек (389 мужчин, 410 женщин).
Этнический состав села:
| Национальность | Число жителей | Процентный состав |
| -------------- | ------------- | ----------------- |
| молдаване      | 788           | 98,62             |
| румыны         | 8             | 1,0               |
| русские        | 2             | 0,25              |
| украинцы       | 1             | 0,13              |
| Всего          | 799           | 100 %             |